# Ózd
Ózd je mesto na Madžarskem, ki upravno spada v podregijo Ózdi Županije Borsod-Abaúj-Zemplén.